# Новогиреевский путепровод
Новогире́евский путепрово́д — автомобильно-пешеходный путепровод в Москве, соединяющий Свободный проспект в Новогирееве с Вешняковской улицей в Вешняки-Владычино (район Вешняки). Проходит над железнодорожными путями станции Кусково Горьковского направления Московской железной дороги, с востока от путепровода расположена платформа Новогиреево.
Тип конструкции — балочный. Авторы проекта — инженер И. Ю. Аршавский и архитектор К. Н. Яковлев. Пролётные строения из сборного предварительно напряжённого железобетона (пролёты 33 и 34 м). Получил название по району Новогиреево.

## История
Путепровод сооружён в 1973 году. Под путепроводом построена транспортная развязка. С северной стороны от железнодорожный путей под путепроводом проходит Фрязевская улица, с южной — Кетчерская улица.
В 2014—2019 годах, во время реконструкции платформы Новогиреево в связи со строительством IV главного пути Горьковского направления, под путепроводом был проложен новый главный путь и находились временные деревянные пассажирские платформы.